# Radikal 90
Radikal 90 mit der Bedeutung „gespaltenes Holz“ ist eines von 34 der 214 traditionellen Radikale der chinesischen Schrift, die mit vier Strichen geschrieben werden.
Mit 8 Zeichenverbindungen in Mathews’ Chinese-English Dictionary gibt es sehr wenige Schriftzeichen, die unter diesem Radikal im Lexikon zu finden sind.
Das Radikal „gespaltenes Holz“ nimmt nur in der Langzeichen-Liste traditioneller Radikale, die aus 214 Radikalen besteht, die 90. Position ein. In modernen Kurzzeichen-Wörterbüchern kann es sich an ganz anderer Stelle finden. Im Neuen chinesisch-deutschen Wörterbuch aus der Volksrepublik China steht es zum Beispiel als Kurzzeichen an 42. Stelle.
Die Siegelschrift-Form zeigt einen vertikal gespaltenen Baum 木 (mu), woraus sich 爿 (links) und 片 (rechts) ergeben. Als Komponente im zusammengesetzten Zeichen nimmt 爿 (qiang) häufig die verkürzte Form 丬an, so dass 將 (jiang = werden) zu 将 (jiang) wird oder 壯 (zhuang = kräftig) zu 壮 (zhuang). Es gibt jedoch auch Zeichen, wo keine Verkürzung der Komponente stattfindet wie zum Beispiel in 戕 (= ermorden), 臧 (zang = gut), 奘 (= groß im Sinne von bedeutender Mensch, wie zum Beispiel im Namen des berühmten Tang-Mönches 玄奘 Xuan Zang, der durch seine Reise in den Westen (Xiyouji) die buddhistischen Schriften aus Indien nach China brachte). In all diesen Zeichen fungiert 爿 (jiang) als Lautträger.
Nicht als Einzelzeichen vorkommend, zeigt die Ur-Form ein aufgestelltes Bett, dessen Füße nach links zeigen.
Vom Erfinder des Radikal-Systems, Xu Shen (许慎) wurde 丬(爿 qiang) noch nicht als Radikal geführt, obwohl es schon in der Zeit der Streitenden Reiche als Komponente verwendet wurde. Seit der Ming-Dynastie ist 丬(爿) als Radikal gebräuchlich. Manche Wörterbücher führen die Komponente als 丬, manche als 爿.
Schreibvariante des Radikals: Kurzzeichen (VR China) 丬, eigentlich eine Zeichenverbindung des Radikal 2 (丨) mit zwei Strichen.

## Schriftzeichenverbindungen, die vom Radikal 90 regiert werden
| Striche | Zeichen |
| ------- | ------- |
| +0      | 爿 丬   |
| +04     | 牀      |
| +05     | 牁      |
| +06     | 牂      |
| +09     | 牃      |
| +10     | 牄      |
| +11     | 牅      |
| +13     | 牆      |

 Im Unicodeblock Kangxi-Radikale ist das Radikal 90 unter der Codepointnummer 12.121 (U+2F59) codiert.